# 平田研也
平田 研也（ひらた けんや、1972年7月4日 - ）は、脚本家。奈良県出身。

## 来歴・人物
奈良県立奈良高等学校卒業。青山学院大学文学部仏文科卒業。大学卒業後、映画制作会社ROBOTへアルバイトとして入社。雑務の傍ら脚本家としての修練を積み、24歳の時に、深夜ドラマで脚本家デビュー。その後、映画脚本を数多く手掛け、2009年には短編アニメーション「つみきのいえ」で米アカデミー賞を受賞。
2021年、ROBOTを退社。

## 主な作品

### ドラマ
- 金田一少年の事件簿（2001年）
- SAMURAI CODE （2010年）
- 最高のおもてなし（2014年、企画協力）

### 映画
- Returner（2002年）※山崎貴と共同
- SHINOBI（2005年）
- つみきのいえ（2008年）
- ボクは坊さん。（2015年） [1]
- 22年目の告白 -私が殺人犯です-（2017年）※入江悠と共同
- 小さな恋のうた（2019年）
- 最後まで行く（2023年）※藤井道人と共同[2]

### PV
- アンマー 〜母唄〜 / RSP

### 絵本
- つみきのいえ

### コマーシャル
- マルコメみそ 料亭の味シリーズ（2014年～） ディレクター